# 판부면
판부면(板富面)은 대한민국 강원특별자치도 원주시의 면(面)이다. 판부면 전체는 세 법정리인 금대리, 서곡리, 신촌리 사이에 연결된 도로가 없는 실질월경지이며, 판부면에 속했다가 동으로 승격된 반곡관설동을 거쳐야 세 리 사이를 이동할 수 있다. 이 때문에 판부면사무소는 반곡관설동에 있다.

## 연혁
- 1916년 이전까지 원주군 판제면과 부흥사면 지역이었다.
- 1916년 1월 1일 : 원주군 판부면, 단구, 행구, 관설, 금대, 반곡, 서곡리 (6리)
- 1955년 9월 1일 : 단구리, 행구리를 신설 원주시에 이관, 단구동과 행구동으로 승격. 원주군은 원성군으로 개칭. 원성군 판부면. (4리)
- 1973년 7월 1일 : 반곡리, 관설리가 원주시로 편입되어 반곡동과 관설동이 됨.[1]
- 1983년 2월 15일 : 원주시 관설동 일부(옛 관설4리)를 판부면으로 재편입하고, 신촌리 설치.[2]
- 1995년 3월 1일 : 원주시와 원성군을 폐지하고 원주시 신설, 원주시 판부면.

## 관할 리
- 금대리(金垈, 금대1리~3리)
- 서곡리(瑞谷, 서곡1리~10리)
- 신촌리(新村)

## 볼거리
- 금대계곡
- 영원사
- 백운산
- 치악산
- 금대산성
- 영원산성

## 교육
- 금대초등학교
- 서곡초등학교

## 주거
| 단지명                  | 건설사       | 시행사                        | 주소                       | 입주               | 비고 |
| ----------------------- | ------------ | ----------------------------- | -------------------------- | ------------------ | ---- |
| 남원주 코아루 미소지움  | 신성건설     | 한국토지신탁                  | 판부면 남원로 390 (서곡리) | 2018년 4월         |      |
| 원주 포스코 더샵        | 포스코건설   | ㈜랜드마트시엔디              | 판부면 시청로 264 (서곡리) | 2006년 9월         |      |
| e편한세상 원주 프리모원 | 디엘이앤씨㈜ | 대한토지신탁㈜ ㈜효자도시개발 |                            | 2025년 11월 (예정) |      |